# 尿道口
尿道口是尿道的开口，人們在排尿时尿液先从阴茎或女陰流出到尿道口，然後尿液再從尿道口流出人體。男人在射精时精液从阴茎流出到尿道口，然後再從尿道口流出身體。